# 2023年別爾哥羅德州入侵
2023年5月22日，兩支俄羅斯反對派（自由俄羅斯軍團與俄罗斯志愿军团）的武裝部隊向俄羅斯别尔哥罗德州格赖沃龙区發動攻擊，宣稱要在别尔哥罗德州建立一個非軍事區，以保護烏克蘭免受俄羅斯攻擊。波兰志願軍團也参与了此次袭击。俄羅斯當局則聲稱，烏克蘭破壞和偵察小組越過俄烏邊境攻擊别爾哥羅德州。為應對攻擊行動，别爾哥羅德州州長維亞切斯拉夫·格拉德科夫宣佈開展「反恐行動制度」打擊入侵和游擊活動。
自由俄羅斯軍團聲稱已經控制格賴沃龍區多座邊境城鎮，而俄羅斯國防部翌日宣称擊潰該批武裝分子並殲滅70多人，對方的殘餘力量已經退回烏克蘭境內。這是自2022年俄羅斯入侵烏克蘭以來最大規模入侵俄羅斯領土的行動。
6月1日，另一次入侵在舍別基諾附近开始，俄罗斯志愿军团宣布，承诺的“第二阶段”战斗已经开始。这一次，白俄罗斯志愿军团的恐怖营也参与了突袭。

## 背景

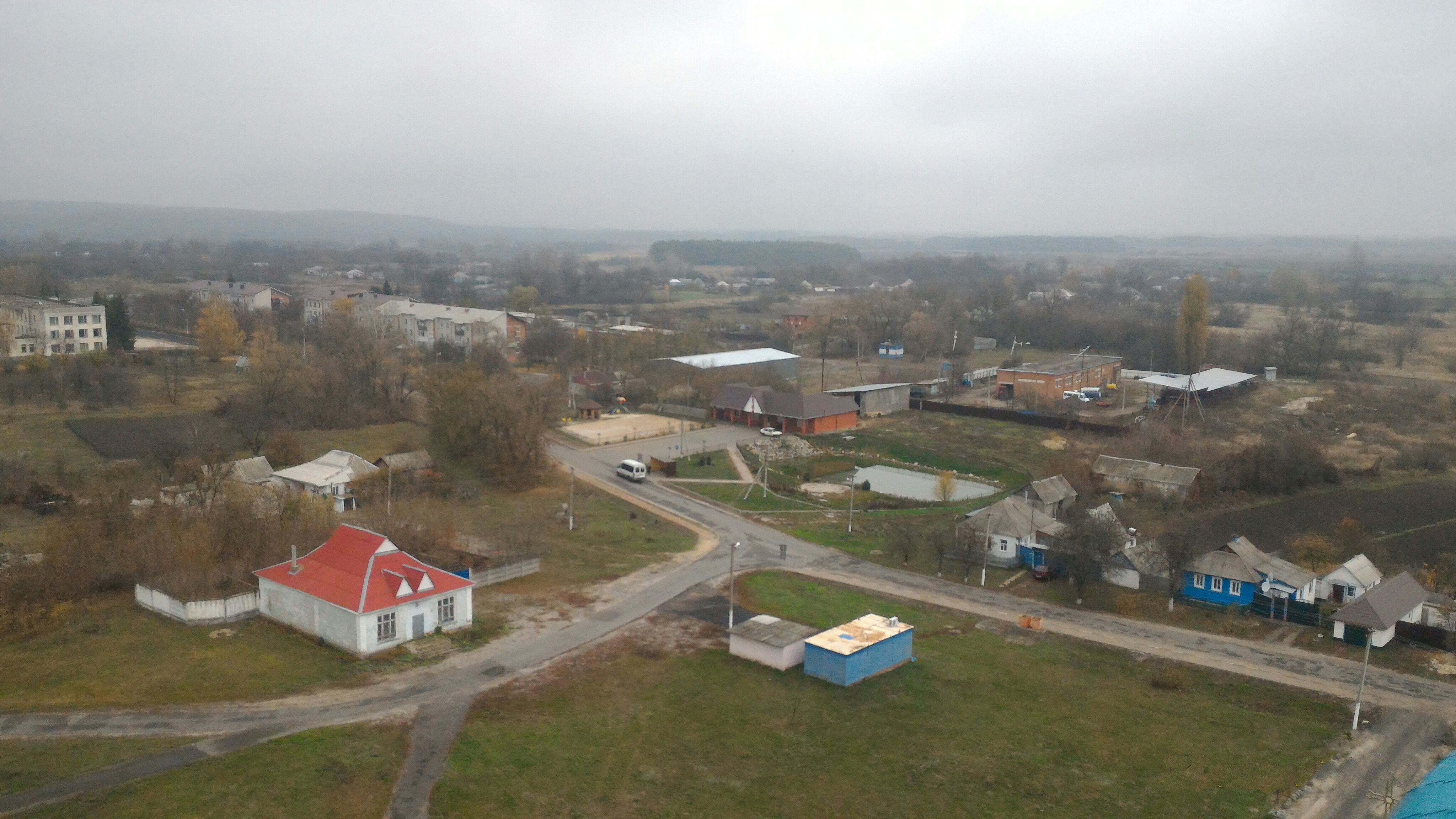
2019年，俯瞰俄羅斯邊境村莊科津卡的航拍圖片，該村在2023年5月22日成為親烏克蘭俄羅斯部隊入侵俄羅斯領土的起點。

自2022年2月24日俄羅斯入侵烏克蘭以來，俄羅斯西部的布良斯克州、库尔斯克州和別爾哥羅德州發生多宗襲擊事件。俄羅斯指控烏克蘭策劃這些襲擊。據《莫斯科时报》報導，「烏克蘭未有就這些襲擊承認責任……同時亦未有正式否認與這些襲擊有關。」
在2023年2月初，布良斯克州當局聲稱俄烏邊境加強了防禦工作。布良斯克州州长亞歷山大·博戈馬茲在其Telegram頻道上發布了照片，顯示與「保護邊境的小組指揮官」會面，並表示「防禦工事和據點的建設工作受到俄軍指揮部的高度肯定」。
俄羅斯志願軍團为乌克兰境内由俄罗斯右翼人士组成的准军事团体，曾在2023年3月短暫入侵俄羅斯布良斯克州。该组织被《华盛顿邮报》等媒体概括为“極右翼俄羅斯反普京民族主義團體”。自由俄罗斯军团为俄国武装力量叛逃者。此次入侵行动由以上两个准军事团体联合进行。
在突袭行动开始后，俄羅斯官方堅稱這些戰鬥人員是烏克蘭人。烏克蘭官方否認烏克蘭武裝部隊直接參與了這次入侵行動。自由俄羅斯軍團為乌克兰武装部队的一部分，具體在烏克蘭國際軍團的保護下運作。烏克蘭官員提及，在烏克蘭境內進行活動時，該軍團是「國防和安全部隊的一部分」，而在國外則獨立於烏克蘭。

## 入侵

### 第一次戰役
2023年5月22日上午，自由俄羅斯軍團和俄羅斯志願軍團的2輛坦克、1輛装甲输送车及9輛其他裝甲車越過俄羅斯邊境。华盛顿邮报援引美国情报机构的消息，武装人员驾驶4辆由美国和波兰提供给乌克兰的装甲车，使用比利时和捷克生产的步枪以及至少一种美国等西方国家军队使用的反坦克火箭筒襲擊俄羅斯。俄羅斯民间Telegram频道开始出現影片，顯示别尔哥罗德州格赖沃龙区的邊境檢查站遭受軍事入侵；别尔哥罗德州州长維亞切斯拉夫·格拉德科夫同样在Telegram频道表示一群「烏軍破壞和偵察小組」進入該區，而俄羅斯軍隊正在「採取必要措施消滅敵人」。格拉德科夫聲稱，該地發生爆炸並有無人機攻擊社區。格賴沃龍市政府副主席和兩名緊急工作人員在攻擊中受傷，市政廳亦有損毀。
自由俄羅斯軍團和俄羅斯志願軍團稍后均宣稱對這次入侵負責，並宣布兩個組織合作「解放」了科津卡、戈拉-波多爾和格洛托沃，而先頭部隊亦已抵達當地首府格賴沃龍。俄方支持戰爭的Telegram頻道則有不同說法，宣稱戰鬥正在科津卡進行，但該村尚未被佔領。
此外，俄羅斯志願軍團士兵發佈了他們與库尔斯克州的柳比莫夫卡、别尔哥罗德州的別茲柳多夫卡和布良斯克州丘羅維奇的路標合照。他們聲稱正在建立一個「非軍事區」战争研究所評估指出，科津卡確實被親烏克蘭勢力佔領，但其他定居點是否也被佔領并不清楚。

2023年5月22日稍晚，格拉德科夫宣布在別爾哥羅德州全境實施「反恐」限制措施，居民需要提供文件確認身份，使用危險物質的行業暫停營運，以及其他限制措施。他還表示，別爾哥羅德州政府正協同當地官員和緊急情況部門，挨家挨戶疏散平民，並表示已疏散「大部分人口」。
烏克蘭国防情报局官員安德烈·尤索夫聲稱，俄羅斯軍隊已經開始緊急轉移別爾哥羅德州的核彈庫存。
在這次入侵期間，自由俄羅斯軍團發布了一些影片，其中展示了白藍白色的俄羅斯反對派旗幟在莫斯科市中心被氣球升起的場景。該軍團使用的旗幟是基於白蓝白旗。另位於别尔哥罗德市的俄羅斯聯邦安全局辦公室遭到一次無人機襲。烏方消息圈子流傳一張照片，顯示三名參與入侵的士兵宣佈成立「别尔哥罗德人民共和国」，手握該共和國的旗幟。這個消息隨後在烏克蘭社交媒體上廣為流傳，一般认为影射俄国扶持的頓涅茨克人民共和國和盧甘斯克人民共和國两个傀儡政权。
俄羅斯後來在5月23日聲稱已擊潰了入侵行動，將戰鬥人員逼回烏克蘭領土並擊斃了70多名「攻擊者」，且均为乌克兰人，摧毀4辆装甲战车和5辆皮卡。烏克蘭国防情报局官員安德烈·尤索夫驳斥俄罗斯志愿军士兵在别尔哥罗德地区损失惨重的宣传信息，并讽刺俄国的宣传工作在别尔哥罗德地区的事件后已被“打垮”，因俄罗斯无法向国内观众清楚、正确地解释一些关键信息。
自由俄羅斯軍團則在Telegram频道帖子中表示仍在繼續「解放」該地區；其政治代表伊利亚·波诺马列夫对俄军击溃己方军队的消息予以否认，其武装部队并未遭受损失。同时表示他们的目标是解放莫斯科。5月24日，自由俄罗斯军团和俄罗斯志愿军团撤军，并在乌克兰边境地区举行联合新闻发布会，宣布在别尔哥罗德地区展开的突袭目的已成功达到，行动中自由俄罗斯军团有2人阵亡，10人受伤，俄罗斯志愿军团則有2人受傷，另外还缴获了大量装备
。2023年5月27日，別爾哥羅德州Maysky仍有村落受到無人機襲擊。

### 第二次戰役
2023年6月1日，俄罗斯志愿军团宣佈展開「第二階段」行動，並與自由俄羅斯軍團突襲别尔哥罗德州的新塔沃爾然卡和舍別基諾。俄羅斯國防部宣稱，有兩個摩托化步兵连在坦克支援下，企圖「入侵」俄羅斯領土，但遭到聯邦安全局和邊防軍擊退。俄羅斯方面表示有50多名士兵被擊斃，4辆装甲车被摧毀。俄羅斯方面表示，共有70名武裝分子、5辆坦克、4辆装甲车、7辆皮卡和1辆卡马汽车厂生產的卡车參與了此次襲擊。別爾哥羅德地區州長表示有12名俄羅斯人在戰鬥中受傷。
2023年6月3日,俄罗斯志愿军团的电报称，进攻新塔沃尔然卡的指挥官丹尼尔“帕克”马兹尼克阵亡。
2023年6月4日，波蘭志願軍發布了一段視頻，顯示他們有參與RDK及FRL在對俄羅斯本土別爾哥羅德地區的突襲，並共同捕獲1輛俄羅斯BTR步兵戰車。波蘭志願軍團早前已經參加了襲擊，波蘭志願軍團是波蘭僱傭兵部隊，主要負責破壞和偵察任務。
2023年6月5日，自由俄罗斯军团发布动态和配图称他们击杀了俄军104团指挥官安德烈·斯特赛夫
2023年6月6日，格拉德科夫聲稱反政府武裝已不在該地區，俄羅斯志願軍6月8日於表示，它仍然控制著新塔沃爾然卡。
2023年6月15日，俄羅斯政府士兵聲稱已重新進入新塔沃爾然卡，根據 Meduza報導的當地人在社交媒體上的投訴，親政府部隊偷走了個人物品並闖入民宅。

### 零星戰役
2023年6月17日，仍有報導稱反政府武裝在別爾哥羅德州活動，砲擊親政府陣地。 從邊境地區疏散的平民人數估計為6,500人，其中大多數舍貝基諾平民已經離開。
2023年6月19日，俄羅斯消息人士稱，別爾哥羅德的反政府砲擊造成7名平民受傷。 
2023年6月22日，俄羅斯國防部聲稱對該州的游擊隊使用了溫壓武器。
2023年6月24日，瓦格納集團叛亂期間，大西洋理事會注意到游擊隊仍在別爾哥羅德活動。
2023年7月中旬，烏克蘭情報總局發布了一段視頻，顯示車臣志願者在別爾哥羅德州谢列达伏擊了一輛俄羅斯軍用卡車，造成兩名俄羅斯士兵死亡。 阿特拉斯新聞推測這些武裝分子是獨立特種部隊的一部分。 
2023年8月2日，俄羅斯政府批准在別爾哥羅德和庫爾斯克建立自衛民兵，協助邊境防禦。
2023年9月28日，俄羅斯自由軍團聲稱已開始對別爾哥羅德州進行另一次攻擊。 俄羅斯Astra Telegram頻道也稱，俄羅斯軍隊正在邊境與親烏克蘭軍隊作戰
2023年12月17日，親烏克蘭遊擊隊對別爾哥羅德發動了另一次攻擊。 據一名俄羅斯官員以及其他俄羅斯和烏克蘭消息人士稱，反政府分子對莫羅佐夫斯克空軍基地進行了“大規模無人機襲擊”，同時在特雷布雷諾村與安全部隊發生衝突。  烏克蘭國防部隨後聲稱，俄羅斯在泰雷布雷諾的一個「排據點」已被叛軍摧毀。 俄羅斯自由軍團聲稱對這次襲擊負責，並表示在對特雷布雷諾被消滅的「據點」進行布雷後，該組織已從俄羅斯領土撤出。

## 反應

### 烏克蘭
2023年5月22日，乌克兰国防部情报总局發言人安德烈·尤索夫於表示，俄羅斯志願軍團和俄羅斯自由軍團主導這次攻擊，目的是「解放」俄羅斯領土及建立安全走廊，從而保護烏克蘭平民。他表示，進攻部隊完全由俄羅斯公民組成。烏克蘭總統辦公室主任顧問米哈伊洛·波多利亚克表示，烏克蘭關注局勢，但並未參與其中。波多利亞克戏仿2014年俄国入侵乌克兰（吞并克里米亚和顿巴斯战争）时的说法，称“‘在任何一間俄羅斯軍事商店都能買到坦克’，而這些戰鬥人員都是俄羅斯公民，屬於地下游擊組織”。烏克蘭總統澤連斯基也表示，乌克兰政府與這次事件「無關」，並將事件歸咎於俄羅斯境內的「抵抗運動」。

### 俄羅斯
克里姆林宫發言人德米特里·佩斯科夫稱這次攻擊是来自乌克兰的乌克兰武装分子發動的，而且此次攻擊是烏克蘭試圖「轉移注意力，以減少巴赫穆特地區對烏克蘭的政治影響」。他表示俄罗斯总统普京已知悉此事。瓦格纳集团首脑叶夫根尼·普里戈任則批评俄罗斯国防部无能。

### 比利時
2023年6月5日，比利时首相亚历山大·德克罗表示，已知悉俄罗斯反政府武装团体在俄境内发动袭击时使用了比利时制造的武器，比利时正寻求乌克兰政府作出解释。比利時向乌克兰提供的武器是用于防御目的。

### 美国
美国国务院发言人表示，虽然美国不允许或鼓励在乌克兰境外发动袭击，但是发动这场战争的是俄罗斯，因此由乌克兰决定如何进行军事行动。他还表示“在社交媒体和其他地方流传”的报道称，袭击中使用了美国提供的武器，但美国对此类报道持怀疑态度。